# Пакенем, Томас, 8-й граф Лонгфорд
Томас Фрэнсис Дермот Пакенем, 8-й граф Лонгфорд, также известный как Томас Пакенем (англ. Thomas Francis Dermot Pakenham, 8th Earl of Longford; родился 14 августа 1933 года) — англо-ирландский дворянин, историк и арборист, который написал несколько отмеченных наградами книг по различным темам африканской истории, викторианской и пост-викторианской истории Британских островов, и деревьев.

## Биография
Родился 14 августа 1933 года в Лондоне. Старший сын Фрэнка Пакенема, 7-го графа Лонгфорда (1905—2001), министра лейбористского правительства, и писательницы Элизабет Лонгфорд (1906-12002).
У него есть семь братьев и сестер, среди которых отмеченная наградами историк и биограф леди Антония Фрейзер (род. 1932), вдова драматурга Гарольда Пинтера); леди Рэйчел Биллингтон (род. 1942), также писательница (и вдова режиссера Кевина Биллингтона); леди Джудит Казандзис (1940—2018), поэтесса; и достопочтенный Кевин Пакенем (род. 1947), работавший в Лондонском сити. Граф Лонгфорд также является двоюродным братом бывшего заместителя лидера лейбористов Гарриет Гарман.
Томас Пакенем не использует свой титул графа Лонгфорда и до того, как его отец стал преемником, не использовал свой титул учтивости. Тем не менее, он не отказался от своих британских титулов барона Силчестера и барона Пакенема в соответствии с Законом о пэрах 1963 года, и его ирландское графство не может быть отменено, поскольку оно не подпадает под действие Закона.
В соответствии с Законом о Палате лордов 1999 года он не имеет права, как наследственный пэр, заседать в Палате лордов. Его отец был создан пожизненным пэром в дополнение к его наследственным титулам, чтобы иметь возможность сохранить свое место в верхней палате.

## Семья
23 июля 1964 года он женился на Валери Сьюзен Макнейр Скотт (13 ноября 1939 —22 января 2023), дочери майора Рональда Гатри Макнейра Скотта и достопочтенной Мэри Сесилии Берри (дочери 1-го виконта Камроуза). У них четверо детей:
- Леди Анна Мария Пакенем (род. 26 июля 1965), муж с 1997 года Богислав Виннер
- Леди Элиза Пакенем (род. 3 ноября 1966), муж с 1993 года Александр Джеймс Чисхолм (род. 1968), от брака с которым у неё двое детей
- Эдвард Мельхиор Пакенем, барон Силчестер (род. 6 января 1970). Лорд Силчестер обычно известен как Нед Силчестер или Нед Пакенем
- Достопочтенный Фредерик Август Пакенем (род. 27 ноября 1971)

## Биография
После окончания колледжа Бельведер и колледжа Магдалины в Оксфорде в 1955 году Томас Пакенем отправился в Эфиопию, путешествие, которое описано в его первой книге «Горы Расселаса». По возвращении в Великобританию он работал в редакции образовательного приложения «Таймс», а затем в «The Sunday Telegraph» и «The Observer». Он делит свое время между Лондоном и графством Уэстмит, Ирландия, где он является председателем Ирландского общества деревьев и почетным хранителем замка Таллиналли.
Он владел стадионом Лонгфорд Грейхаунд и продал стадион в 1966 году компании Longford Sports Ltd.